# Rocky Rocky
| I denna artikel     |
| används tonnamnen   |
| Bess (B♭) och B.    |
| Se olika skrivsätt. |

Rocky Rocky (Även Rocky rocky) är en rocklåt från 1979 skriven av den svenske musikern/kompositören Eddie Meduza. Låten är med på albumet Eddie Meduza & The Roaring Cadillacs (1979).

## Musikaliskt/Arrangemang
Låten är i D-dur, men lånar även ackord från parallelltonarten B-moll och från A-dur.
Första versen framförs endast med en kompgitarr och Eddie Meduza vid mikrofonen. 
Eddie drar endast ackordet i början av varje takt, och ackordföljden i första versen är något annorlunda än i resten av verserna. I bryggan kommer trummorna och en till gitarr in, och i refrängen kommer resten av instrumentationen in.
Låten är skriven i fyrtakt.
Ackordföljderna är följande (varje bokstav representerar en takt, när det står till exempel E/A, betyder det att i halva takten spelas E och halva A):
Vers 1
D F#m D7 G
D Bm Em A
D F#m D7 G
D Bm E A
Bryggorna:
G G/D G E/A
Refrängerna:
G G D D G G A A
G G D D G A D A
Resterande verser:
D F#m D G
D Bm E A
D F#m D G
D Bm E A

## Struktur
A= Vers
B= Brygga
C= Refräng
A|B|C|A|C|A|B|C

## Textmässigt
Texten är skriven i tredjeperson och handlar om en fiktiv man vid namn Rocky som hamnade på mentalsjukhus 1959:
"... locked him up in 59, said he'd gone out of his mind..."
I refrängen börjar han "rocka som en virvelvind", av olika orsaker i varje refräng:
I refräng 1 börjar han rocka efter att han i bryggan kliver upp på scenen medan ett rockband spelar.
I refräng 2 börjar han rocka framför doktorn efter att han har fått reda på att han kan lämna sjukhuset:
"... started rocking like a hurricane, cause atlast he was free again..."
I refräng 3 är han 55 år gammal och spelar då och då för sina grannar och vänner när de har bal på lördagar:
"... now and then they have a ball on saturdaynight, Rocky plays the guitar and he's treating it right..."